# Muriçocas do Miramar

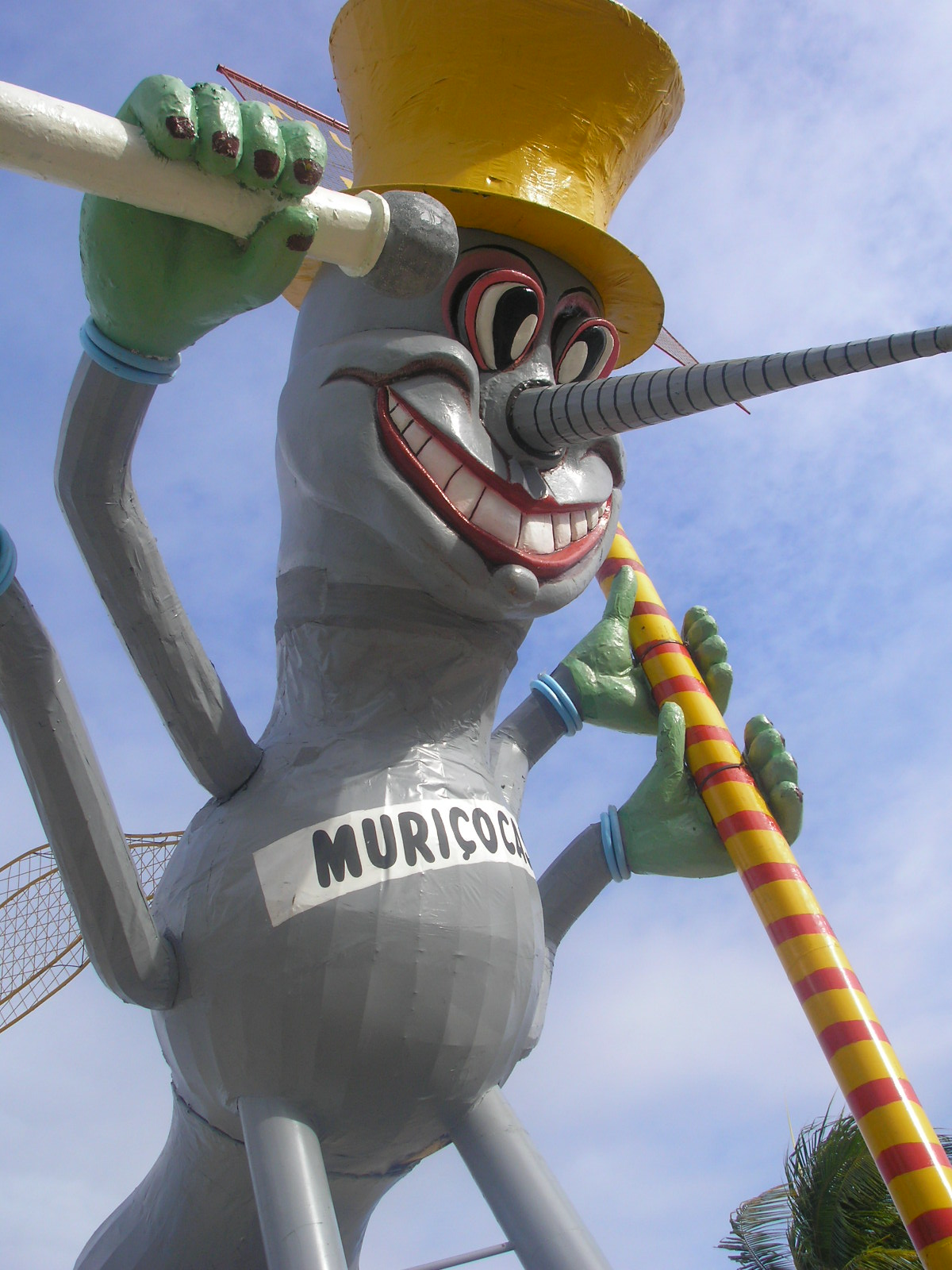
Estátua do bloco das Muriçocas.

Muriçocas do Miramar é um bloco carnavalesco da cidade de João Pessoa, na Paraíba.
Ocorre anualmente na quarta-feira que antecede a semana da festa de momo, chamada pelos foliões de quarta-feira de fogo, uma referência à quarta-feira de cinzas.
Foi fundado em 1986 por moradores do bairro do Miramar, durante a comemoração do aniversário de Thiago Gualberto. Na ocasião, que havia apenas trinta pessoas sendo conduzidas por uma carroça de burro com um pequeno som acoplado tocando frevo.[carece de fontes?]
A concentração se dá na Praça das Muriçocas, que recebe a denominação em decorrência do bloco, passando pela Avenida Tito Silva, até chegar à Avenida Presidente Epitácio Pessoa, por onde passa até chegar na orla e vai até o cruzamento da Avenida Nego com a orla. O percurso tem 5 km de extensão.
Vários trios elétricos, conduzidos predominantemente por artistas paraibanos, como Elba Ramalho e Chico César, Fuba, compositor do hino das muriçocas, costumam ser acompanhados pelos foliões. O bloco não tem cordão de isolamento e suas camisetas são vendidas antecipadamente, com concepção de artistas locais. Ao longo de todo o percurso, aqueles que não querem ou não podem desfilar com o bloco e seus estandartes e bonecos assistem à passagem de varandas, jardins, muros e calçadas.
Em 2020, contou com atrações como Alceu Valença, Fuba, Zé Neto, Capilé, entre outros.